# Passionskirche (München-Obersendling)

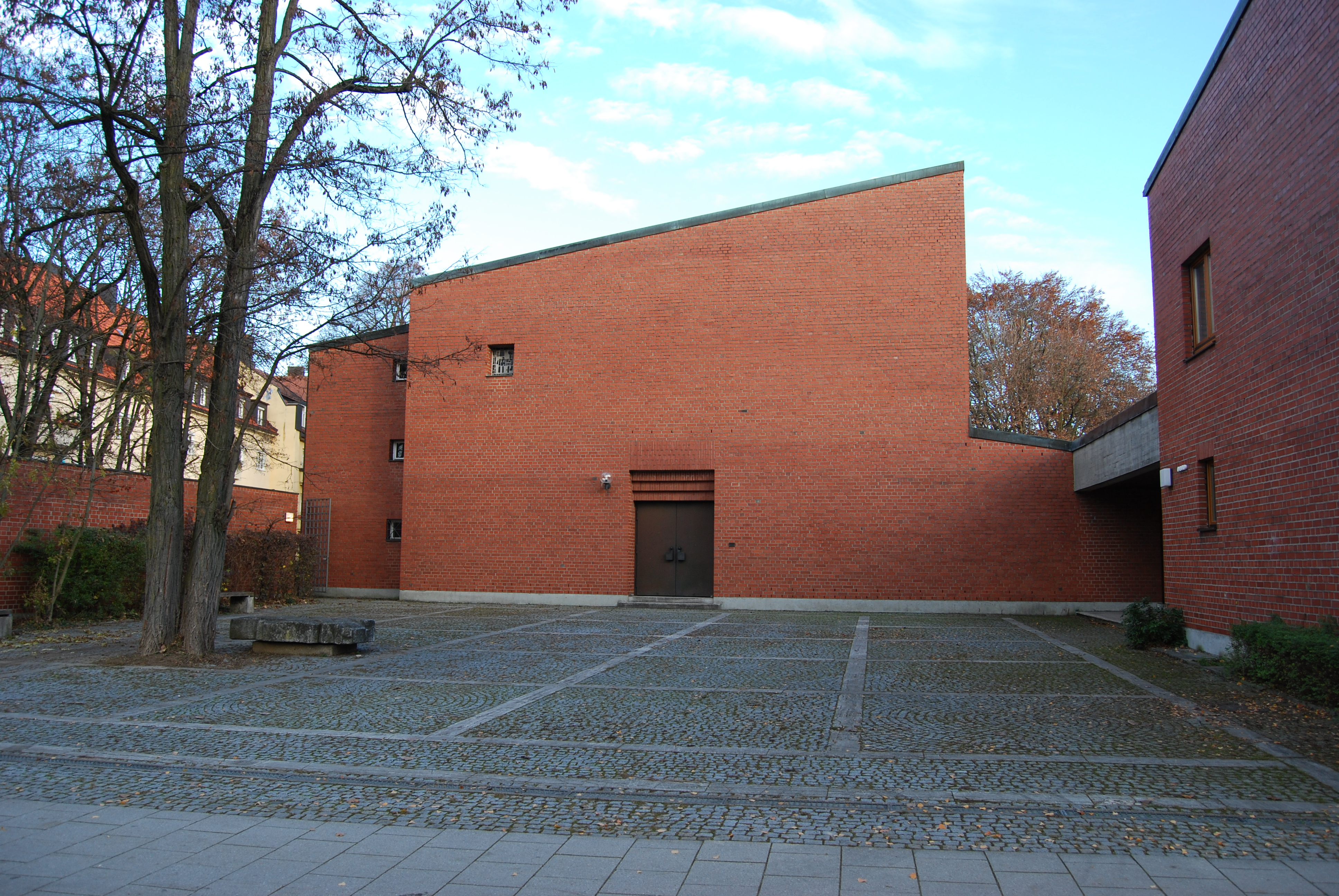
Passionskirche im Münchner Stadtteil Obersendling

Die Passionskirche ist ein evangelisch-lutherisches Kirchengebäude in München-Obersendling. Das Gemeindegebiet der Kirche erstreckt sich vom Isarufer in Thalkirchen im Osten bis zum Obersendlinger Südpark im Westen sowie von der Siemens-Allee im Süden bis zum Mittleren Ring im Norden. Sie wurde 1933 als so genannte Notkirche eingeweiht, erhielt 1947 ihren Namen, wurde 1970 von einem Neubau abgelöst und gehört heute als eine von elf Kirchen zum Dekanatsbezirk Süd des Dekanats München.

## Geschichte

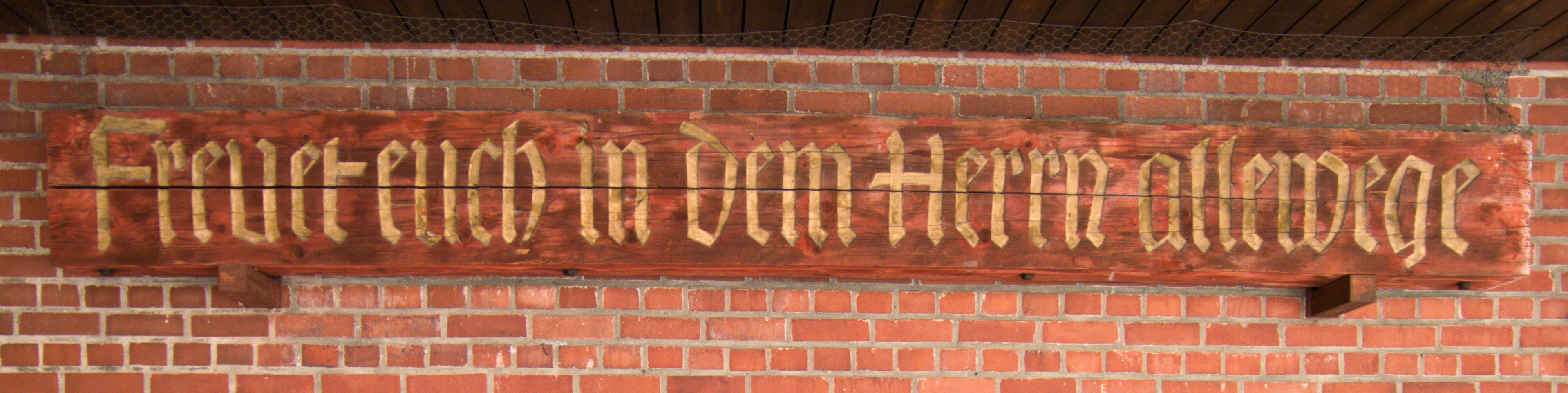
Leitspruch der Passionskirche auf einem Holzbalken aus der alten Notkirche, ausgestellt im Gang zwischen Kirche und Gemeindehaus

Erste Planungen für eine eigene protestantische Kirche im Stadtteil Obersendling gab es bereits zwischen dem Ersten und Zweiten Weltkrieg: Der Bevölkerungsanstieg Münchens und die hohe Arbeitslosigkeit durch die Auswirkungen der Weltwirtschaftskrise zu Beginn der 1930er Jahre bedeuteten auch größere Aufgaben in der seelsorgerischen Betreuung der Neubürger, unter denen auch viele protestantische Christen waren. In den Jahren 1930 bis 1933 hielt der damalige Stadtvikar Eduard Putz erste Gottesdienste für Obersendling in der Schule an der Boschetsrieder Straße ab.

### Notkirche (1933 bis 1969)
1933 wurde in dem bis dahin zur Himmelfahrtskirche gehörenden Sprengel eine Notkirche an der Tölzer Straße errichtet. Noch vor der Einweihung wurde Putz im Juni 1933 von Landesbischof Hans Meiser als Referent in den Landeskirchenrat berufen. Die neue Kirche wurde am 3. September 1933 von Putz’ Nachfolger, Stadtvikar Hans Siebert, und dem Kreisdekan Oberkirchenrat Karl Baum mit dem Leitspruch „Freuet euch in dem Herrn allewege“ (Phil 4,4 ) eingeweiht.
Die Luftangriffe auf München überstand die neue Notkirche mit geringen Schäden. Lediglich beim Angriff am 7. September 1943 fielen laut Chronik der Pfarrei drei Stabbrandbomben in den Innenraum der Kirche, 37 weitere auf den Kirchenvorplatz.

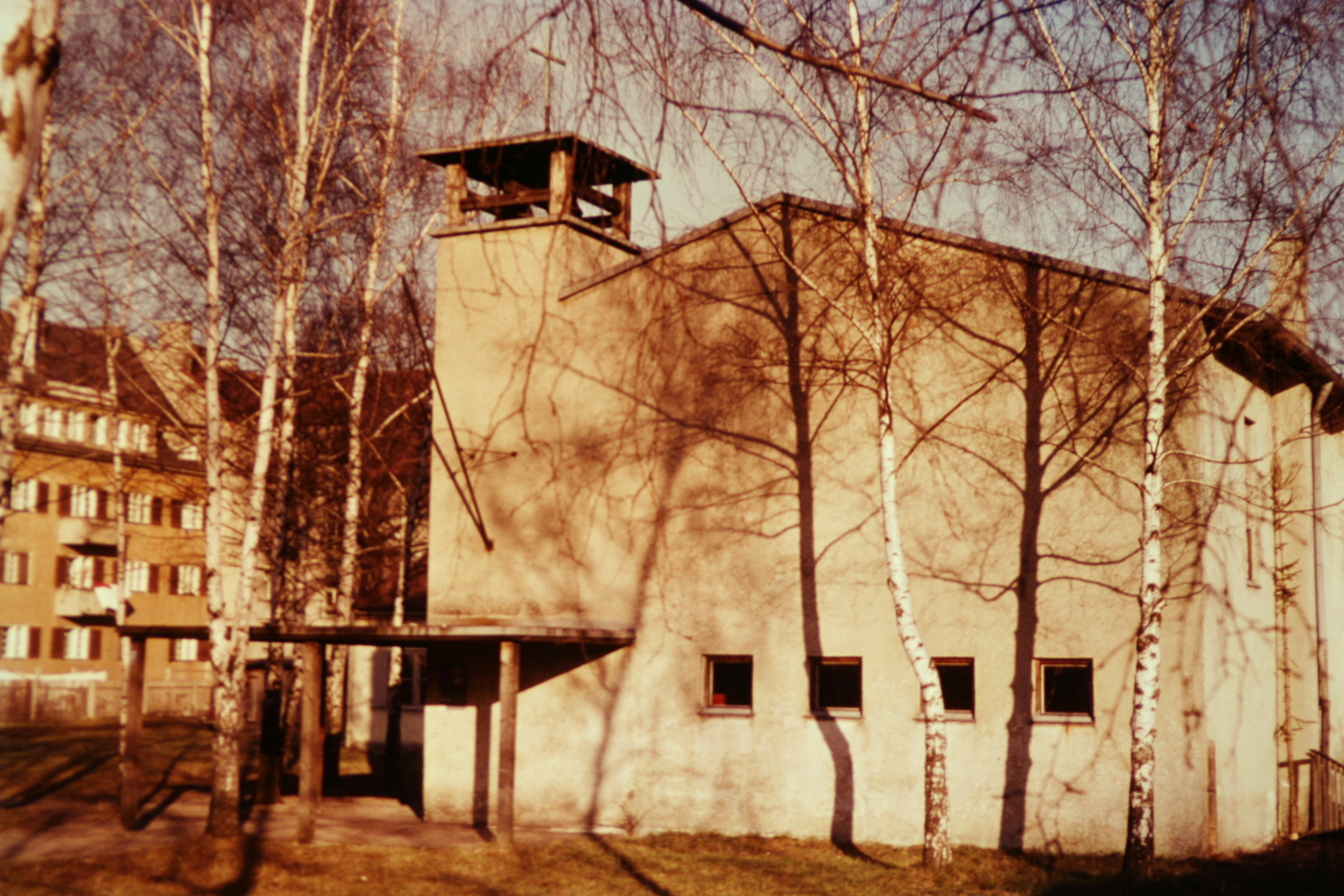
Außenansicht
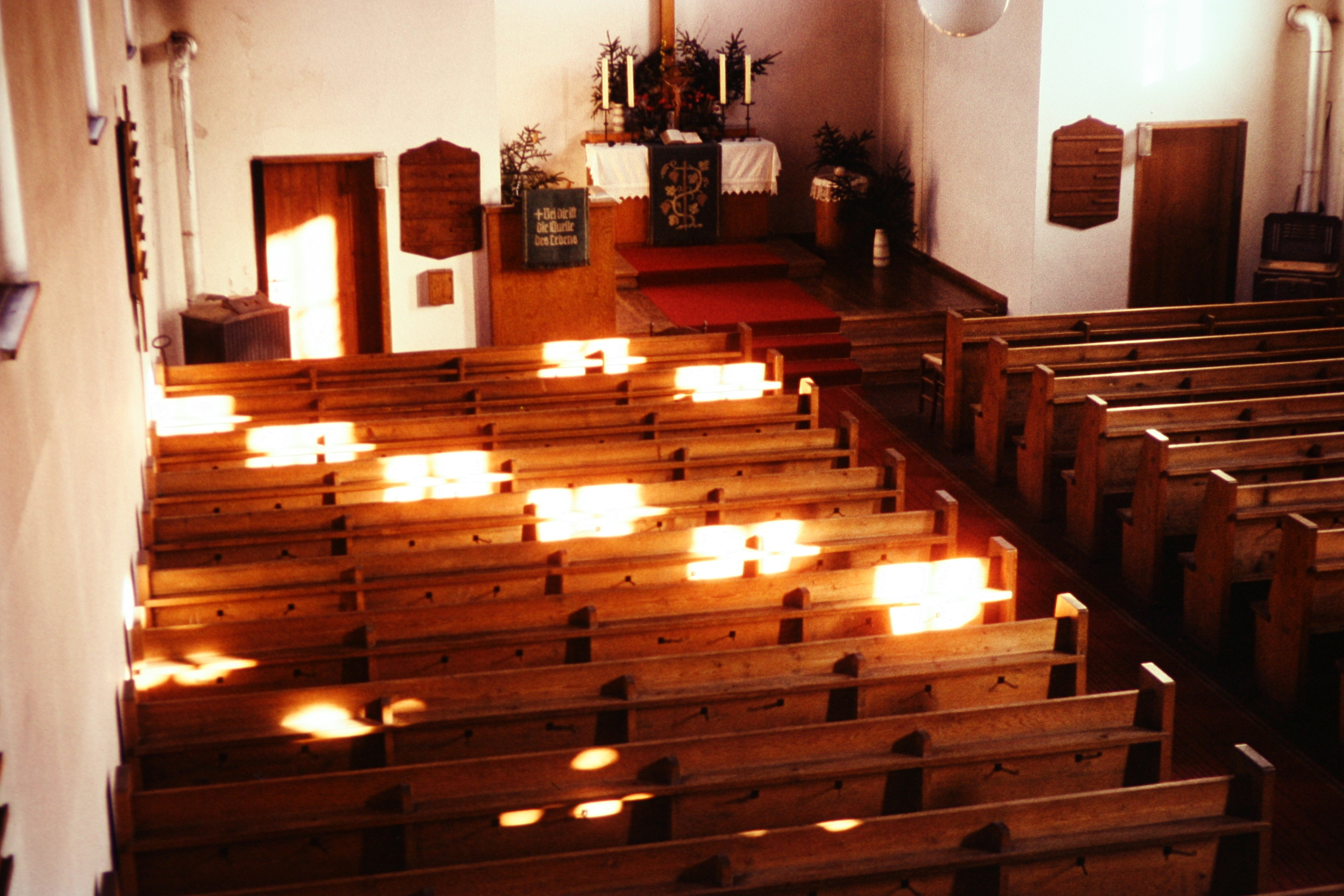
Innenraum
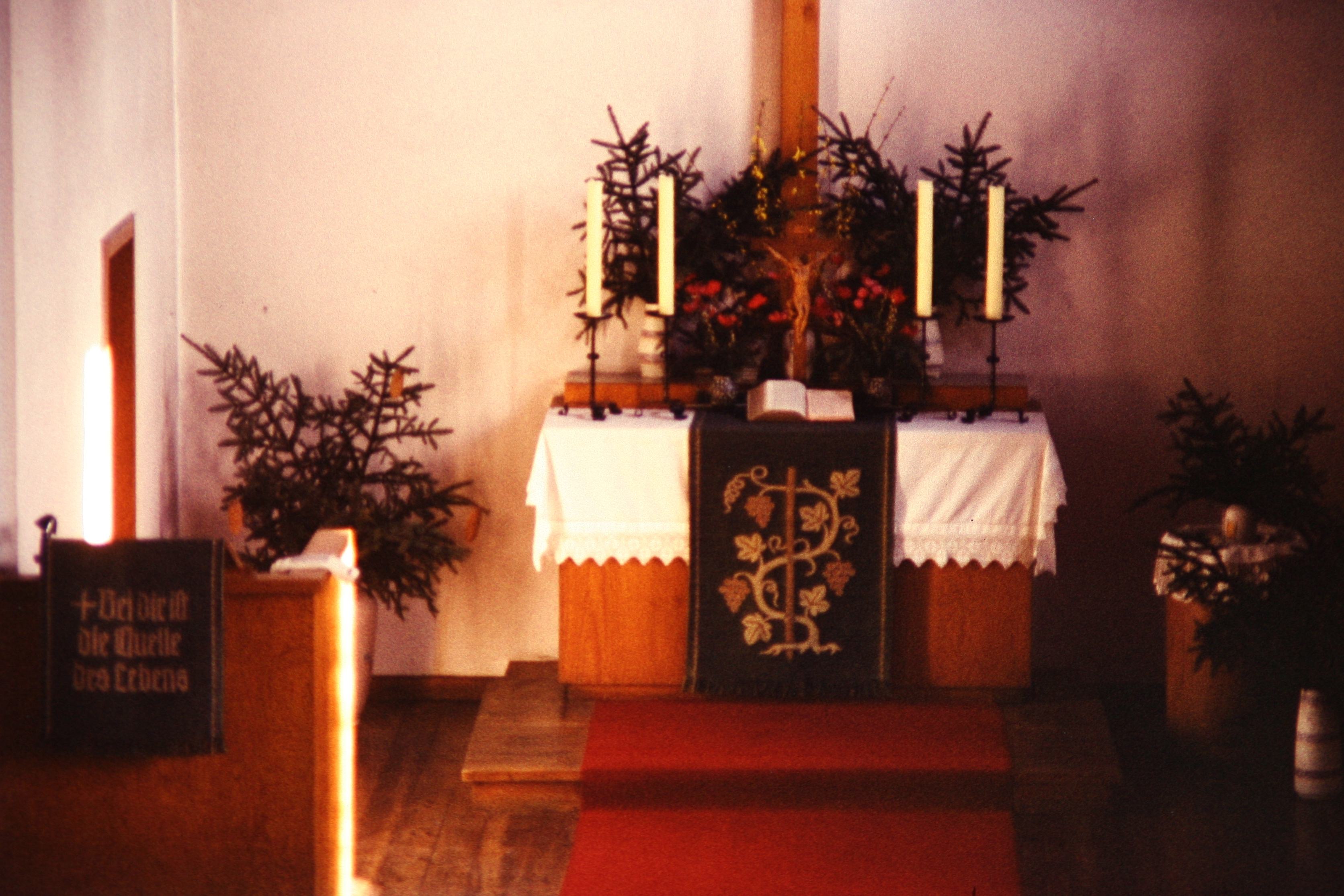
Altarraum
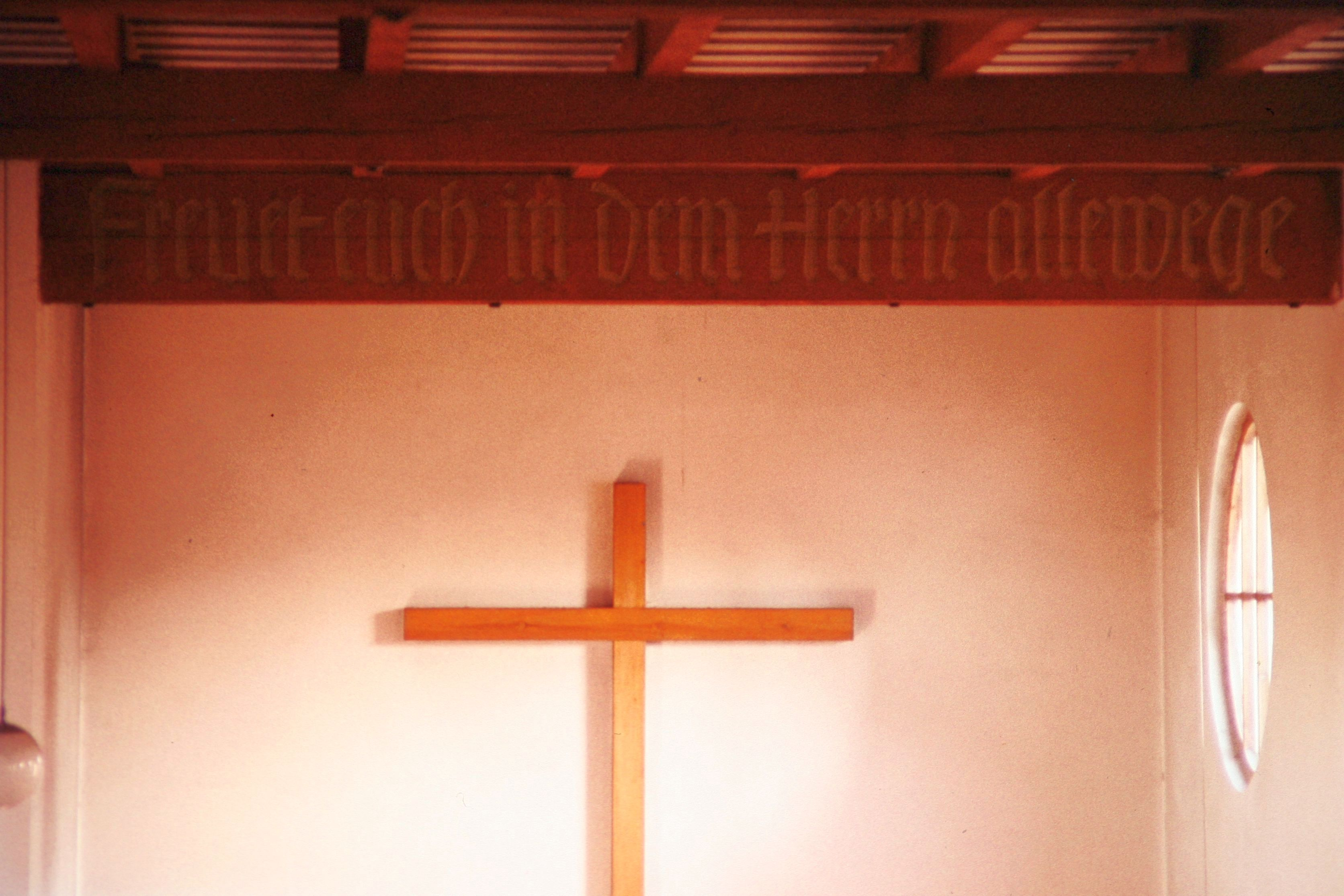
Altarkreuz, darüber Leitspruch-Balken
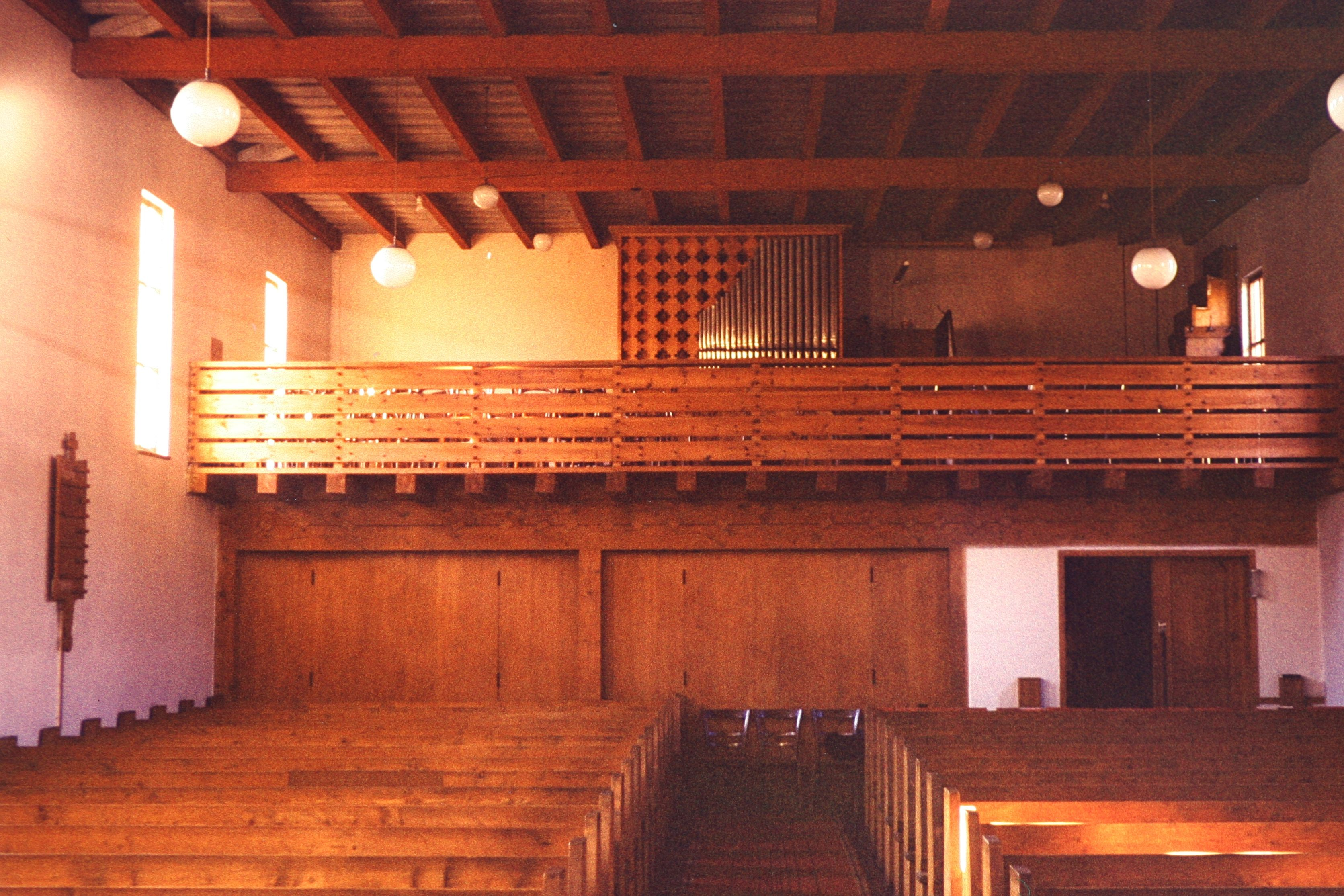
Empore

### Neubau 1968
Die seit 1947 Passionskirche benannte Notkirche bot schon in den 1960er Jahren nicht mehr genügend Platz für die inzwischen – insbesondere durch die im westlichen Gemeindegebiet entstandene Siemens-Siedlung – stark gewachsene Gemeinde. Nach einem Entwurf des Münchner Regierungsbaumeisters Fritz Zeitler wurde daraufhin auf dem Grundstück der bisherigen Notkirche 1968 statt des alten Jugendheims das neue Gemeindehaus eingeweiht und der Grundstein für die heutige Passionskirche gelegt. Das Ensemble aus roten Ziegelsteingebäuden besteht aus drei den Vorplatz umgebenden Teilen: dem Glockenträger im Norden, dem Kirchgebäude im Osten und dem Gemeindehaus im Süden.
Zum Osterfest am 5. April 1970 wurde die neue Kirche eingeweiht und vom Münchner Kreisdekan Oberkirchenrat Hans Schmidt ihrer Bestimmung übergeben.

## Innenraum

### Altarbereich

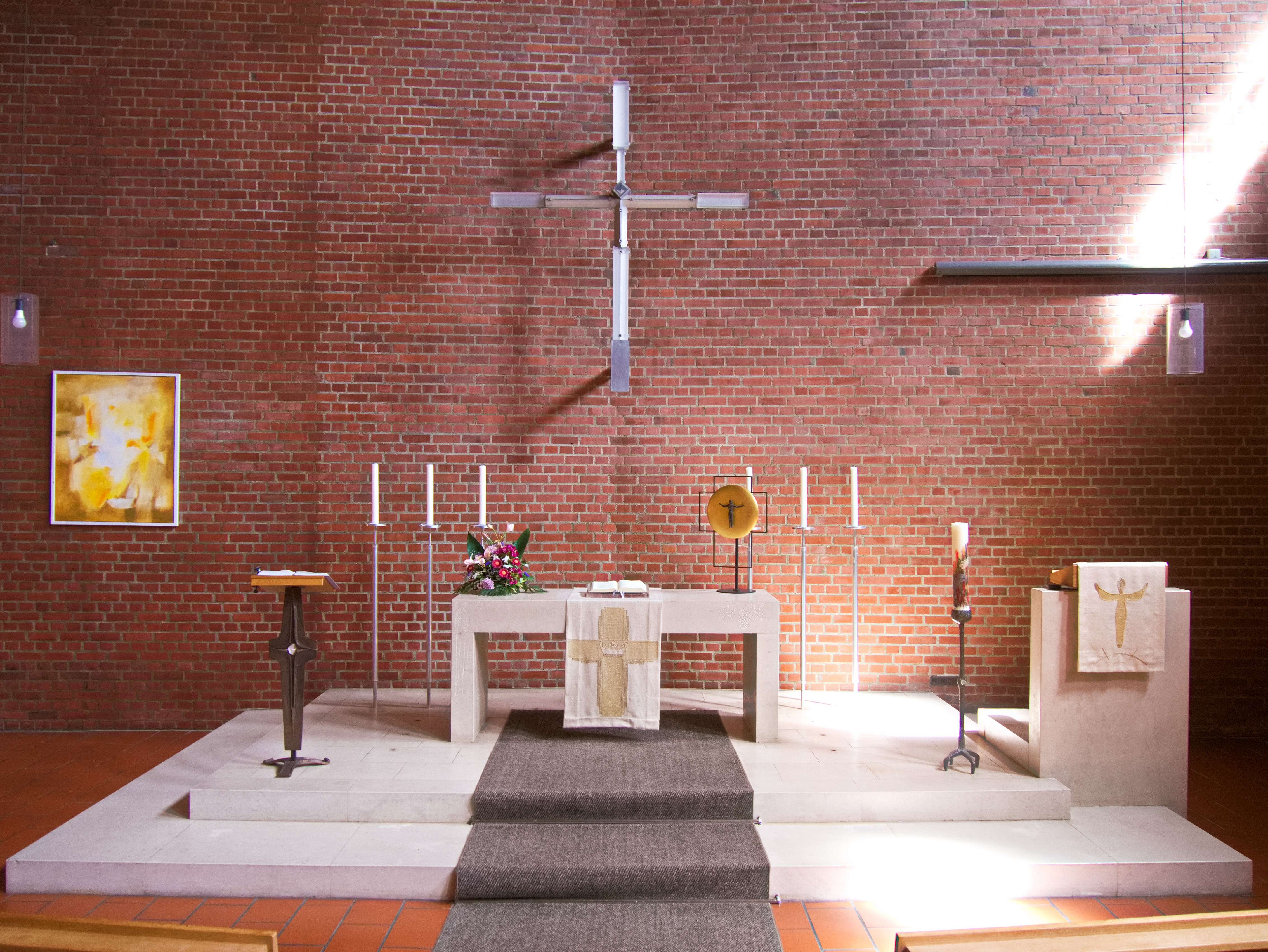
Altarbereich der Passionskirche

Der Altar der Passionskirche besteht aus Travertin und wurde von der Münchner Bildhauerin Inge Seyffart mit Gravuren von Getreideähren und Weinreben verziert, als Zeichen für Brot und Wein im Abendmahlsgottesdienst. Unter dem Altar liegt der Grundstein der Kirche, beschriftet mit „1968“.
Auf dem Altar steht seit 1990 das Altarkreuz „Auferstehungssonne“ des Silberschmieds und Metallbildhauers Peter Luther, an der dahinter liegenden Ostwand sechs Kerzenleuchter in Aluminiumguss und Plexiglas sowie ein freischwebendes Kreuz aus der Werkstatt des Gold- und Silberschmieds Hermann Jünger. 
Links neben dem Altar hängt seit 2008 ein abstrakt in Gelb, Orange und Ocker gestaltetes Bild des Künstlers Nikolaus Hipp.

### Kirchenraum

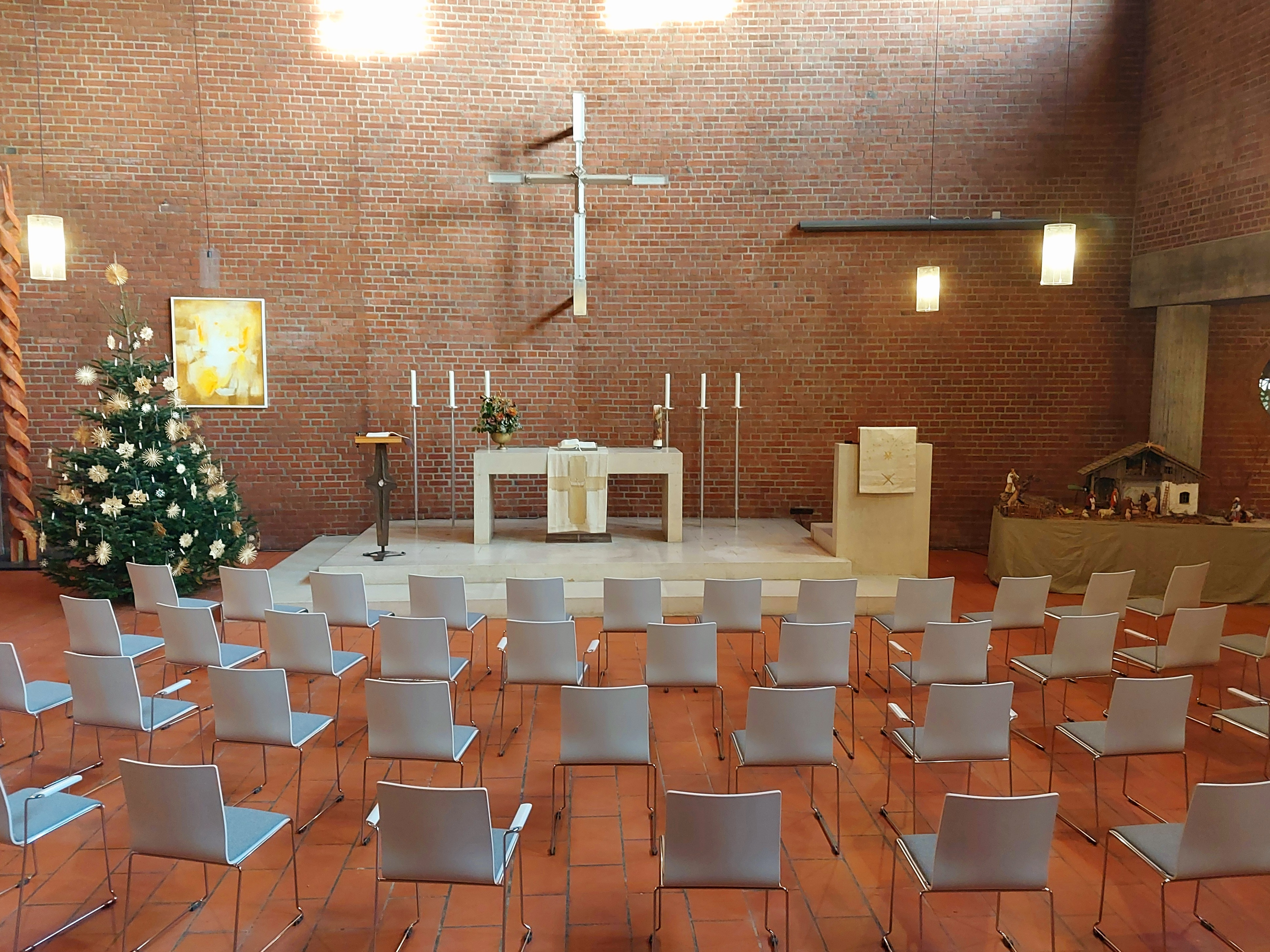
Kirchenraum mit lockerer Bestuhlung im Dezember 2024

Der Kirchenraum bietet Platz für bis zu 250 Besucher. Bis Ende 2024 waren dazu links und rechts eines Mittelgangs jeweils neun Bankreihen fest installiert. Im Dezember 2024 wurden diese Bänke entfernt und durch eine flexible Bestuhlung ersetzt, die bei gleicher Kapazität eine variablere Nutzung des Raums für verschiedene Anlässe erlaubt.

### Orgel

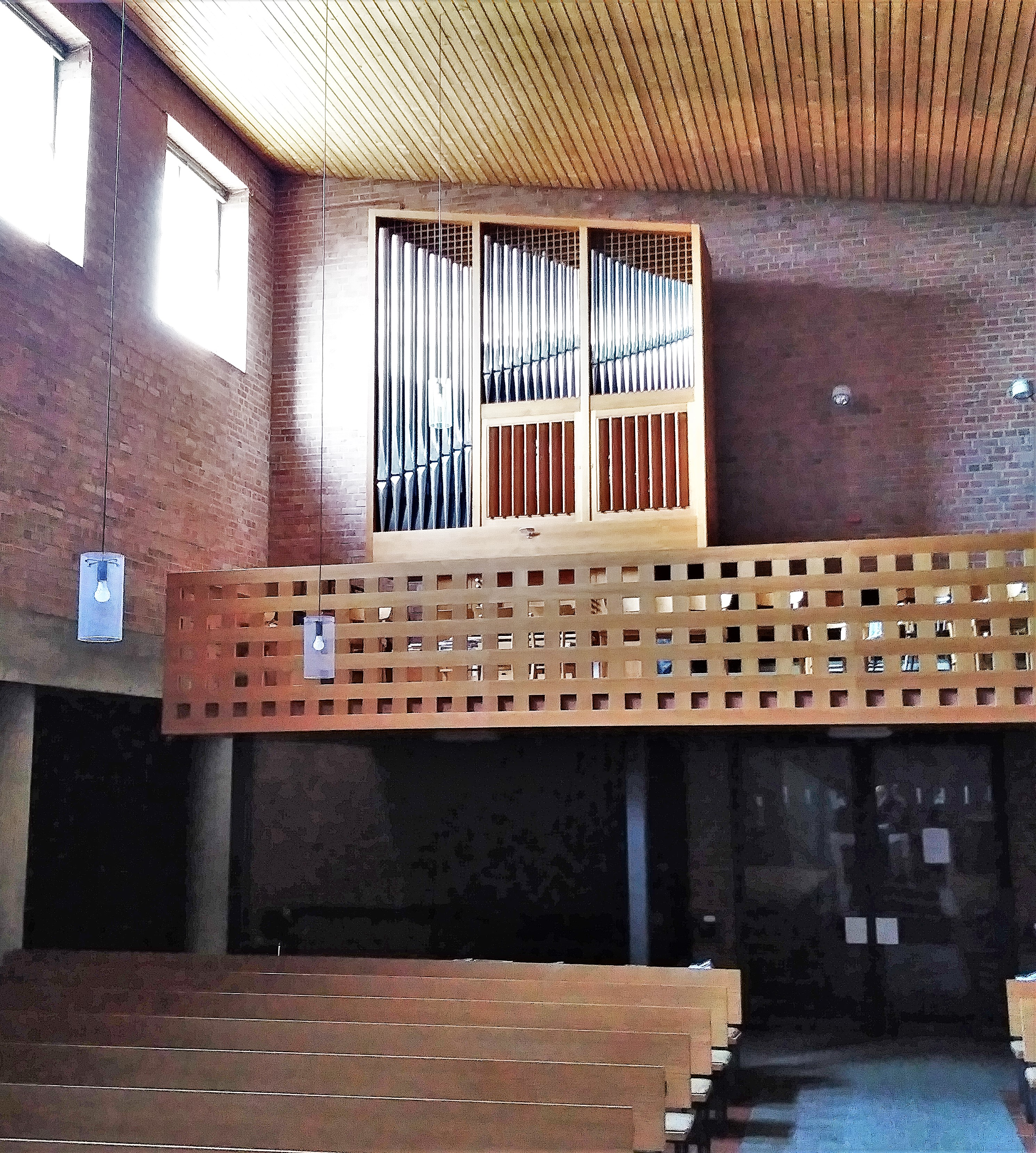
Deininger-&-Renner-Orgel auf der Empore im hinteren Teil des Kirchenraums

Über die Orgel der ersten Kirche (Notkirche) ist bislang nichts bekannt. Die Orgel auf der Empore im hinteren Teil des heutigen Kirchenraums wurde 1975 vom Orgelbauer Deininger & Renner in Oettingen gefertigt. Das Instrument hat 16 Register auf zwei Manualen und Pedal.
Die Disposition lautet wie folgt:
| I Hauptwerk C–g3 |        |
| Prinzipal        | 8′     |
| Rohrflöte        | 8′     |
| Oktav            | 4′     |
| Quinte           | 2 ⁄3′  |
| Hohlflöte        | 2′     |
| Terz             | 1 3⁄5′ |
| Mixtur III       | 1 ⁄3′  |
| Tremulant        |        |

| II Brustwerk (schwellbar) C–g3 |    |
| Gedackt                        | 8′ |
| Spillflöte                     | 8′ |
| Holzflöte                      | 4′ |
| Prinzipal                      | 2′ |
| Blockflöte                     | 1′ |
| Cromorne                       | 8′ |
| Tremulant                      |    |

| Pedal C–f1 |     |
| Subbaß     | 16′ |
| Gemshorn   | 8′  |
| Oktave     | 4′  |

- Koppeln: II/I, I/P, II/P

## Glocken

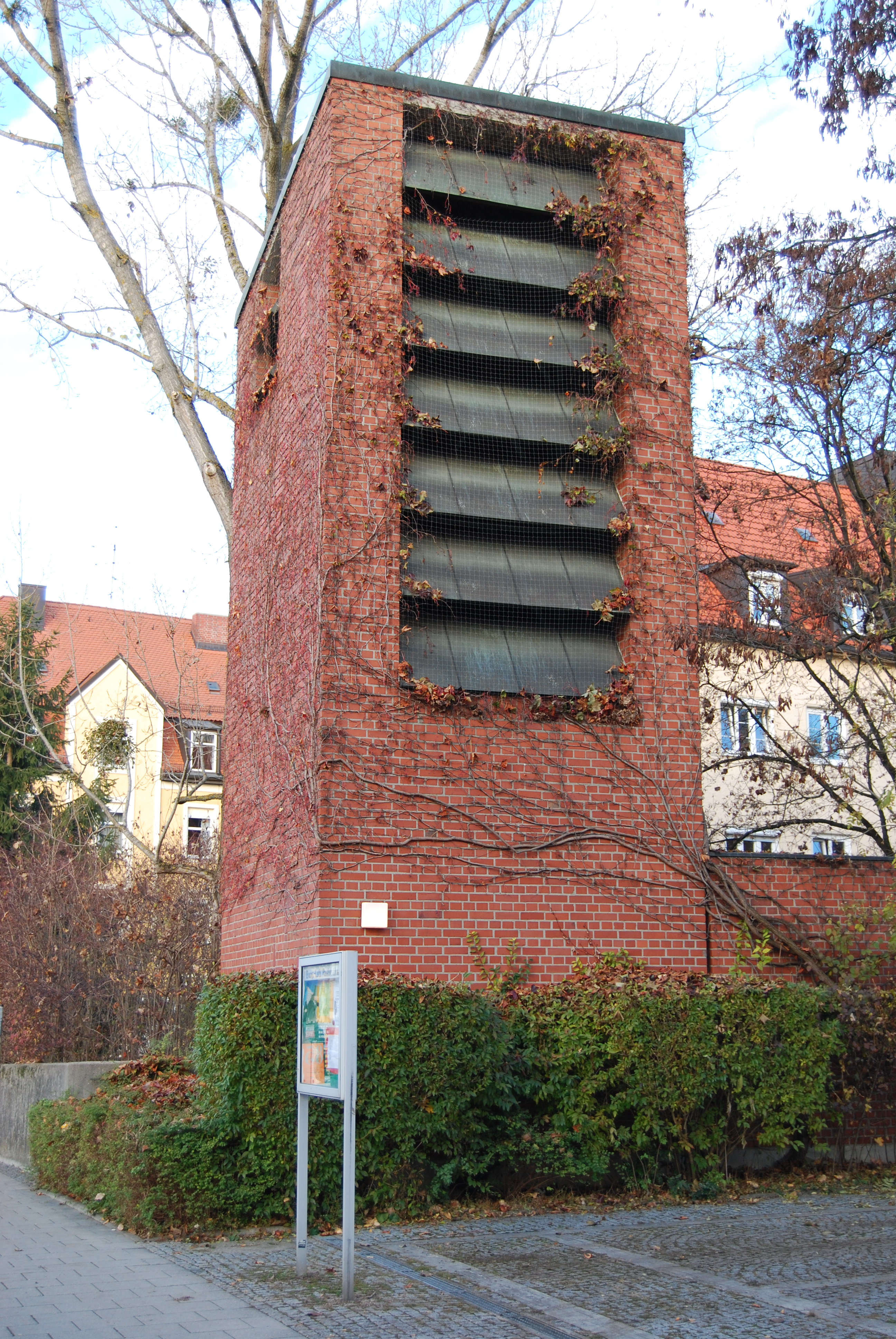
Glockenturm der Passionskirche

Die drei Glocken der Passionskirche wurden 1983 in der Passauer Glockengießerei Rudolf Perner gegossen. Die Friedensglocke mit der Inschrift „ER IST UNSER FRIEDE“ hat den Schlagton „es“, die mittelgroße Glocke den Ton „ges“ und die kleine Glocke den Ton „as“. Zusammen bilden sie damit ein auf das Glockenmotiv des Te Deum abgestimmtes Dreiergeläut. Die Glocken hängen übereinander in einem Stahlglockenstuhl und wurden zum ersten Mal am Heiligen Abend 1983 geläutet.

## Kirchgarten

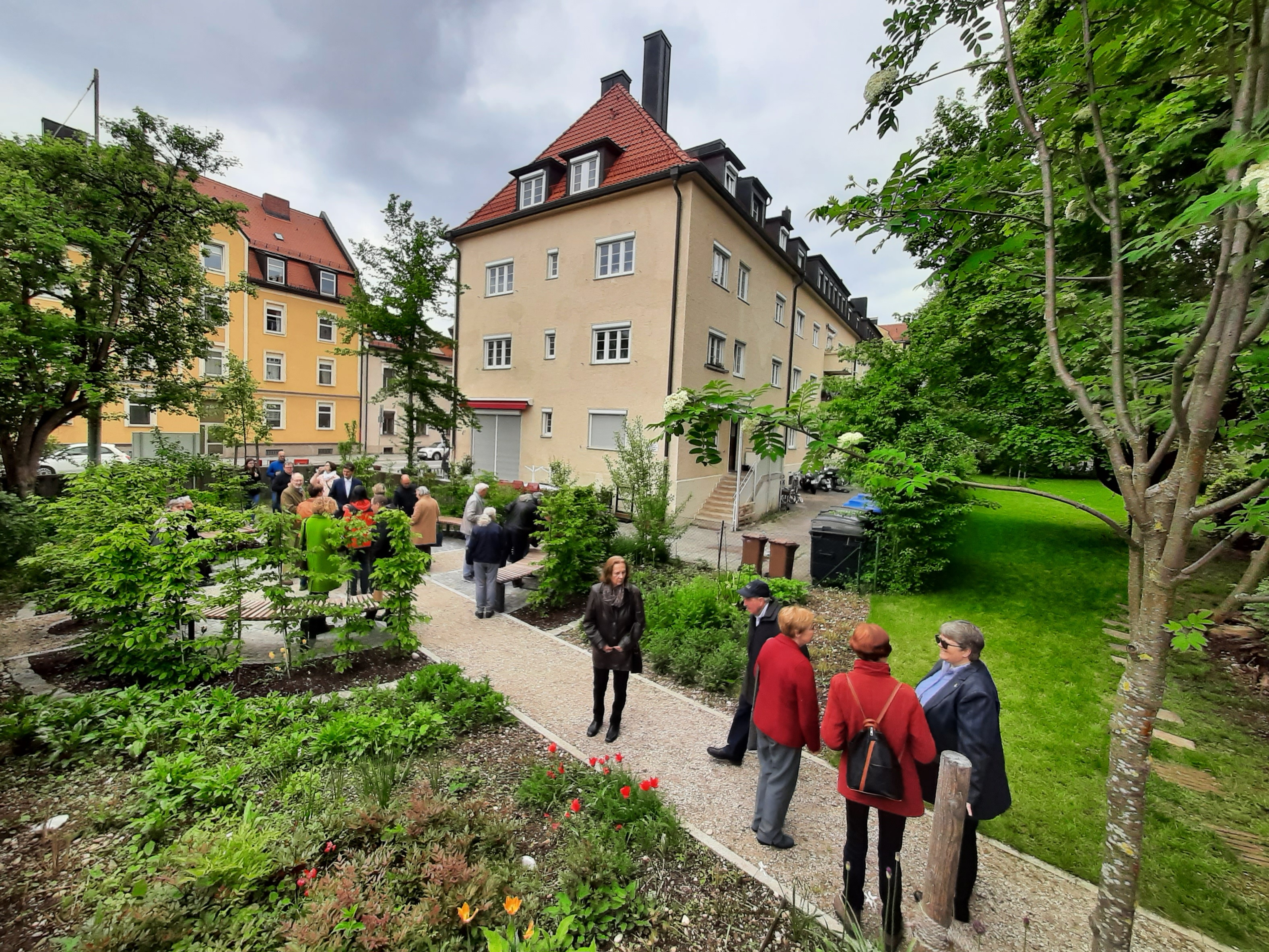
Besucher bei der Eröffnung des Phänologischen Gartens im Mai 2023

Für die Pflege des weitläufigen Kirchgartens ist ein Gartenteam aus etwa 20 Ehrenamtlichen zuständig. Zwischen 2019 und 2021 wurden in Abstimmung mit der Unteren Naturschutzbehörde umfangreiche Baumpflegemaßnahmen durchgeführt und ausgewählte Bäume mittels Bohrwiderstandsmessung auf ihren Zustand untersucht. Außerdem wurde die als Naturdenkmal geschützte Linde auf der großen Wiese von ihrem Mistel-Befall befreit.
Von Februar 2021 bis Mai 2023 arbeitete ein eigenes Projektteam unter der Schirmherrschaft von Landesbischof Heinrich Bedford-Strohm außerdem am Aufbau eines Phänologischen Gartens nördlich des Glockenturms. Am Himmelfahrtstag im Mai 2023 wurde der neue Garten mit einem Festgottesdienst eröffnet und der Gemeinde übergeben. In diesem Abschnitt des Kirchgartens können interessierte Schulen ihren Schülerinnen und Schülern nun neben der Naturbeobachtung auch die Datensammlung und -dokumentation anhand von Zeigerpflanzen (zum Beispiel nach den Vorgaben des Deutschen Wetterdienstes) vermitteln.